# Xincheng (Laibin)
Xincheng (chinesisch 忻城县, Pinyin Xīnchéng Xiàn; Zhuang Yinhcwngz Yen) ist ein Kreis der bezirksfreien Stadt Laibin im Autonomen Gebiet Guangxi der Zhuang-Nationalität in der Volksrepublik China. Die Fläche beträgt 2.522 Quadratkilometer und die Einwohnerzahl 331.500 (Stand: Ende 2018).
Der Amtssitz des Tusi Mo (Mo tusi yashu 莫土司衙署), Mo Zhen 莫震, steht seit 1996 auf der Liste der Denkmäler der Volksrepublik China (4-153). 